# Giovanni Reinardo III di Hanau-Lichtenberg
Giovanni Reinardo III di Hanau-Lichtenberg (Rheinau, 31 luglio 1665 – Hanau, 28 marzo 1736) fu conte di Hanau-Lichtenberg.

## Biografia
Giovanni Reinardo III era figlio di Giovanni Reinardo II di Hanau-Lichtenberg e di sua moglie, la Contessa Palatina Anna Maddalena di Birkenfeld-Bischweiler.
La sua formazione scolastica la coltivò assieme al fratello maggiore Filippo Reinardo dapprima a Strasburgo, dal 1678 a Babenhausen (dove a quel tempo risiedeva la madre), per poi iniziare dal 1679 un Grand Tour nel Palatinato, in Alsazia, in Svizzera e da qui a Ginevra. Nel 1680 i due fratelli soggiornarono per un anno a Torino presso la corte dei Savoia e poi nel 1681 ripartirono alla volta di Parigi che lasciarono nel 1683 per i Paesi Bassi e l'Inghilterra. All'inizio del 1684 furono a Milano e poi a Venezia ove assistettero al famoso carnevale. Successivamente i due compirono un viaggio alla volta di Roma ove incontrarono papa Innocenzo XII e la regina Cristina di Svezia per proseguire alla volta di Napoli, Firenze, Modena, Parma e Mantova. Nel 1686 si trovarono assieme presso la corte imperiale di Vienna per poi viaggiare in Boemia e in Sassonia.

### Il governo
Giovanni Reinardo III il 24 maggio 1680 ottenne il governo della contea di Hanau-Lichtenberg, affiancando necessariamente lo zio Federico Casimiro nel governo della contea che traballava a libello finanziario. Giovanni Reinardo III all'epoca aveva appena 15 anni e per lui fu necessaria una commissione di tutela composta da sua madre e da suo zio, Cristiano II del Palatinato-Zweibrücken-Birkenfeld (1654-1717). Nel contempo i domini di suo zio vennero suddivisi e suo fratello ottenne la contea di Hanau-Münzenberg. Nel 1688, dopo anche la morte di Federico Casimiro, Giovanni Reinardo III raggiunse l'età per governare autonomamente anche se la tutela di suo zio Cristiano II del Palatinato-Zweibrücken-Birkenfeld si protrasse difatti sino al 1691.
A causa della guerra di successione del Palatinato (1688-1697) e di quella spagnola (1702-1713), la situazione finanziaria della contea non era per nulla migliorata e anzi essa aveva subito nuove occupazioni militari. Politicamente egli fu un sovrano perennemente in bilico in una posizione quanto mai debole: il suo predecessore aveva dovuto riconoscere per forza di cose la sovranità francese sui propri territori (unitamente a quanto era accaduto per l'Alsazia) ed egli amministrò pertanto il proprio potere su autorizzazione di Luigi XIV e non più dell'Imperatore.
Dopo la morte del fratello Filippo nel 1712, Giovanni Reinardo III ottenne anche i domini del fratello e così come era accaduto pochi anni prima per suo zio, egli si ritrovò a riunificare completamente la contea di Hanau.
I suoi sforzi per essere proclamato principe si dimostrarono vani, ancor più quando fu chiaro che non avrebbe avuto eredi maschi.

### La cultura
Con Giovanni Reinardo III la contea di Hanau ebbe una particolare fioritura culturale: a Bischofsheim egli fece erigere un grandioso palazzo a partire dal 1700 (opera tuttavia rimasta incompiuta) oltre ad ampliare le residenze di Hanau, Lichtenberg e Buchsweiler (oggi Bouxwiller), ove nello specifico fece costruire un grande parco. Egli fece inoltre costruire un palazzo a Strasburgo per la sua famiglia, palazzo che oggi è utilizzato come municipio.
Dopo aver ripreso il governo della contea di Hanau-Münzenberg nel 1712, egli completò la costruzione del castello di Philippsruhe alle porte di Hanau che il suo predecessore aveva iniziato proprio nell'anno del suo decesso. Questi suoi progetti di edificazioni di palazzi furono possibili essenzialmente grazie al fatto che Giovanni Reinardo III conduceva una vita priva di ogni lusso e comodità, risparmiando per lo splendore delle sue opere.
Istituì nuove scuole nei suoi domini e fece ricostruire ad Hanau la Frankfurter Tor in stile barocco così come il nuovo municipio cittadino. Caso unico per la sua epoca, fu il primo tra i principi tedeschi ad introdurre un sistema di illuminazione stradale pubblica.
Ebbe contatti con Wolfgang Goethe che lo citò nel suo "Poesia e Verità".

### La morte
Giovanni Reinardo III morì il 28 marzo 1736 al castello di Philippsruhe, presso Hanau e venne sepolto successivamente nella cripta della chiesa di San Giovanni di Hanau. La sua tomba è stata pesantemente danneggiata dai bombardamenti durante la seconda guerra mondiale.

### L'eredità
Giovanni Reinardo III morì nel 1736 ed egli era l'ultimo discendente maschile della sua casata. Nel 1643 già la sua famiglia aveva stipulato un contratto che avrebbe proteso alla successione in mancanza di eredi a favore del langraviato d'Assia-Darmstadt, e questo venne rafforzato ancora di più grazie al matrimonio dell'unica figlia di Giovanni Reinardo III, Carlotta, con il principe ereditario Luigi d'Assia-Darmstadt (poi Luigi VIII d'Assia-Darmstadt) il quale la annetté ai propri domini diretti alla morte del suocero.
L'altra metà dello stato, la contea di Hanau-Münzenberg passò al langraviato d'Assia-Kassel.

## Matrimonio e figli
Giovanni Reinardo III il 30 agosto 1699 sposò la margravia Dorotea Federica di Brandeburgo-Ansbach (1676-1731), la cui sorella Carolina fu più tardi consorte di Giorgio II d'Inghilterra. La coppia ebbe una sola figlia:
- Carlotta Maddalena Giovanna Cristina (1700-1731), sposò il principe Luigi d'Assia-Darmstadt (1691-1768), futuro langravio col nome di Luigi VIII.

## Ascendenza
|                                                 |                                         |                                            | Genitori                             |  |  | Nonni |  |  | Bisnonni                                |  |  | Trisnonni                       |  |
|                                                 |                                         |                                            |                                      |  |  |       |  |  | Johann Reinhard I von Hanau-Lichtenberg |  |  | Philipp V von Hanau-Lichtenberg |  |
|                                                 |                                         |                                            |                                      |  |  |       |  |  | Johann Reinhard I von Hanau-Lichtenberg |  |  | Philipp V von Hanau-Lichtenberg |  |
|                                                 |                                         | Ludovica Margaretha von Zweibrücken-Bitsch |                                      |  |  |       |  |  | Johann Reinhard I von Hanau-Lichtenberg |  |  |                                 |  |
| Philipp Wolfgang von Hanau-Lichtenberg          |                                         |                                            |                                      |  |  |       |  |  | Johann Reinhard I von Hanau-Lichtenberg |  |  |                                 |  |
|                                                 |                                         | Maria Elisabeth von Hohenlohe-Neuenstein   | Wolfgang II von Hohenlohe-Neuenstein |  |  |       |  |  |                                         |  |  |                                 |  |
|                                                 |                                         | Maria Elisabeth von Hohenlohe-Neuenstein   | Wolfgang II von Hohenlohe-Neuenstein |  |  |       |  |  |                                         |  |  |                                 |  |
|                                                 |                                         | Maria Elisabeth von Hohenlohe-Neuenstein   | Magdalena von Nassau-Dillenburg      |  |  |       |  |  |                                         |  |  |                                 |  |
| Johann Reinhard II von Hanau-Lichtenberg        |                                         | Maria Elisabeth von Hohenlohe-Neuenstein   |                                      |  |  |       |  |  |                                         |  |  |                                 |  |
|                                                 |                                         | Ludwig Eberhard von Öttingen               | Gottfried von Öttingen               |  |  |       |  |  |                                         |  |  |                                 |  |
|                                                 |                                         | Ludwig Eberhard von Öttingen               | Gottfried von Öttingen               |  |  |       |  |  |                                         |  |  |                                 |  |
|                                                 |                                         | Ludwig Eberhard von Öttingen               | Johanna zu Hohenlohe-Waldenburg      |  |  |       |  |  |                                         |  |  |                                 |  |
| Johanna von Öttingen                            |                                         | Ludwig Eberhard von Öttingen               |                                      |  |  |       |  |  |                                         |  |  |                                 |  |
|                                                 |                                         | Margherita von Erbach-Breuberg             | Georg III von Erbach-Breuberg        |  |  |       |  |  |                                         |  |  |                                 |  |
|                                                 |                                         | Margherita von Erbach-Breuberg             | Georg III von Erbach-Breuberg        |  |  |       |  |  |                                         |  |  |                                 |  |
|                                                 |                                         | Margherita von Erbach-Breuberg             | Anna zu Solms-Laubach                |  |  |       |  |  |                                         |  |  |                                 |  |
| Johann Reinhard III von Hanau-Münzenberg        |                                         | Margherita von Erbach-Breuberg             |                                      |  |  |       |  |  |                                         |  |  |                                 |  |
|                                                 | Karl I von Pfalz-Zweibrücken-Birkenfeld | Wolfgang von Pfalz-Zweibrücken             |                                      |  |  |       |  |  |                                         |  |  |                                 |  |
|                                                 | Karl I von Pfalz-Zweibrücken-Birkenfeld | Wolfgang von Pfalz-Zweibrücken             |                                      |  |  |       |  |  |                                         |  |  |                                 |  |
|                                                 | Karl I von Pfalz-Zweibrücken-Birkenfeld | Anna von Hessen                            |                                      |  |  |       |  |  |                                         |  |  |                                 |  |
| Christian I von Pfalz-Birkenfeld-Bischweiler    | Karl I von Pfalz-Zweibrücken-Birkenfeld |                                            |                                      |  |  |       |  |  |                                         |  |  |                                 |  |
|                                                 |                                         | Dorothea von Brunswick-Lüneburg            | Wilhelm von Braunschweig-Lüneburg    |  |  |       |  |  |                                         |  |  |                                 |  |
|                                                 |                                         | Dorothea von Brunswick-Lüneburg            | Wilhelm von Braunschweig-Lüneburg    |  |  |       |  |  |                                         |  |  |                                 |  |
|                                                 |                                         | Dorothea von Brunswick-Lüneburg            | Dorothea af Danmark                  |  |  |       |  |  |                                         |  |  |                                 |  |
| Anna Magdalena von Pfalz-Birkenfeld-Bischweiler |                                         | Dorothea von Brunswick-Lüneburg            |                                      |  |  |       |  |  |                                         |  |  |                                 |  |
|                                                 |                                         | Johann II von Pfalz-Zweibrücken            | Johann I von Pfalz-Zweibrücken       |  |  |       |  |  |                                         |  |  |                                 |  |
|                                                 |                                         | Johann II von Pfalz-Zweibrücken            | Johann I von Pfalz-Zweibrücken       |  |  |       |  |  |                                         |  |  |                                 |  |
|                                                 |                                         | Johann II von Pfalz-Zweibrücken            | Magdalena von Jülich-Kleve-Berg      |  |  |       |  |  |                                         |  |  |                                 |  |
| Magdalena Katharina von Pfalz-Zweibrücken       |                                         | Johann II von Pfalz-Zweibrücken            |                                      |  |  |       |  |  |                                         |  |  |                                 |  |
|                                                 |                                         | Catherine de Rohan                         | René II de Rohan                     |  |  |       |  |  |                                         |  |  |                                 |  |
|                                                 |                                         | Catherine de Rohan                         | René II de Rohan                     |  |  |       |  |  |                                         |  |  |                                 |  |
|                                                 |                                         | Catherine de Rohan                         | Catherine de Parthenay               |  |  |       |  |  |                                         |  |  |                                 |  |
|                                                 |                                         | Catherine de Rohan                         |                                      |  |  |       |  |  |                                         |  |  |                                 |  |